# Żeburtany
Żeburtany (lit. Žybartonys) – wieś na Litwie, w okręgu wileńskim, w rejonie wileńskim, w gminie Rukojnie.
Współcześnie w skład miejscowości częściowo wchodzi także dawny folwark Benedyktowo.

## Historia
Pod zaborami folwark; w II Rzeczypospolitej wieś lub zaścianek. W XIX i w początkach XX w. położone były w Rosji, w guberni wileńskiej, w powiecie wileńskim. Po I wojnie światowej pod administracją polską, w Zarządzie Cywilnym Ziem Wschodnich. W latach 1920–1922 w składzie Litwy Środkowej.
Od 11 kwietnia 1922 leżały w Polsce, w województwie wileńskim, w powiecie wileńsko-trockim, do 1 kwietnia 1927 w gminie Rukojnie, następnie w gminie Rudomino. W 1931 miejscowość liczyła 28 mieszkańców, zamieszkałych w 5 budynkach.
Po II wojnie światowej w granicach Związku Sowieckiego. Od 1991 na niepodległej Litwie.